# 루이지 케루비니

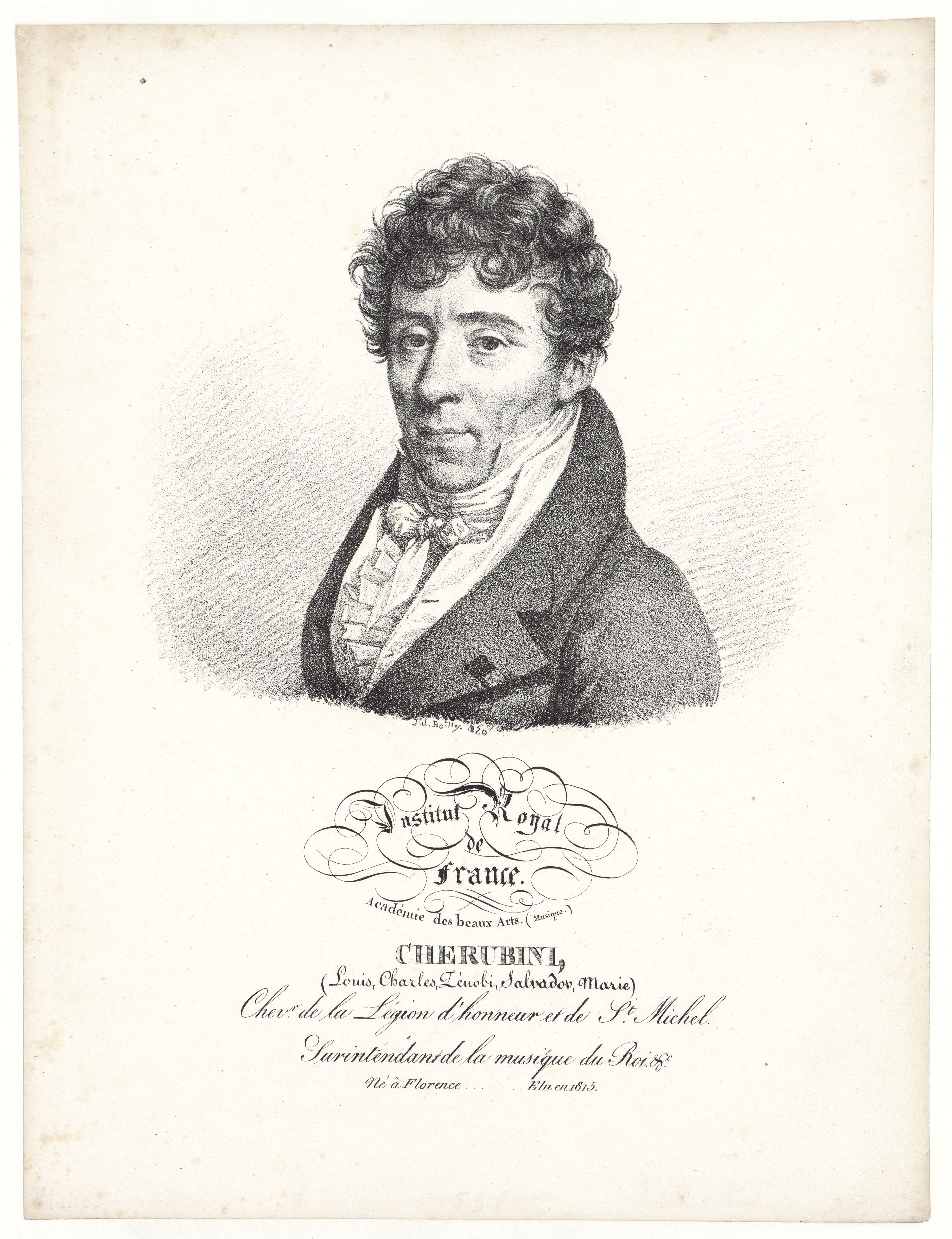
루이지 케루비니

루이지 케루비니(Luigi Cherubini, 1760-1842)는 이탈리아의 오페라 및 종교 음악 작곡가이다. 이탈리아에서 배운 뒤 영국·프랑스에 초빙되었고, 1788년 28세 때 파리에 정주했으며 프랑스인의 취미에 맞는 화려한 오페라를 작곡하여 인기를 모았다. 1795년 파리에 창설된 파리 음악원의 감독에 취임했고, 그 뒤 한동안 나폴레옹 보나파르트의 음악감독으로도 있었으나 나폴레옹과 의견이 맞지 않아 퇴직하였다. 1822년 파리 음악원 원장이 되었다. 천재소년 리스트의 입학을 외국인이라는 이유로 거절하였다. 1841년 노령 때문에 원장직을 사임, 그동안 빈이나 런던을 방문하여 자기의 작품을 발표했다. 그의 대표작은 오페라 <메디아>(1797)와 <물긷기>(1800)로 베토벤은 케루비니의 오페라를 높이 평가했고 성악의 취급에 관하여 큰 영향을 받았다.